# Miécret
Miécret (en wallon Miyecret) est une section de la commune belge de Havelange située en Région wallonne dans la province de Namur.
C'était une commune à part entière avant la fusion des communes de 1977.

## Géographie
L’altitude moyenne est de 271,58 m (min : 265 m, max : 315 m) Lieux-dits : La Fagne, la Bruyère, le Trou perdu, le Poteau, le Point du Jour, les Tiges aux Roches.

## Évolution démographique
- Source: DGS, 1831 à 1970=recensements population, 1976= habitants au 31 décembre

## Histoire
L’origine est ancienne ; on a retrouvé un polissoir néolithique dans le bois communal et des tuiles et pièce romaines le long d’un chemin qui mène à la « Cave romaine » de Jeneffe-en-Condroz. Un diverticulum sur la ligne de crête se prolonge vers des sites romains de Havelange et de Hamois. Le nom du village serait une allitération de Mercurius.
La paroisse dédiée à Saint Léger fait partie du doyenné de Havelange absorbé ultérieurement par celui de Ciney.

## Personnalités
- Jules Rouard (1926-2008), résistant et photographe, décédé à Miécret.